# Croton aromaticus
Pour Croton aromaticus, Gaertn, voir Croton caudatus.
Pour Croton aromaticus var. lacciferus, (L.) Trimen, voir Croton laccifer.
Espèce
Croton aromaticus est une espèce de plantes à fleurs du genre Croton et de la famille des Euphorbiaceae, présente en Inde et au Sri Lanka.
Il a pour synonymes :
- Cascarilla aromatica (L.) Raff.
- Croton tiliifolius var. aromaticus (L.) Lam.
- Oxydectes aromatica (L.) Kuntze